# Nematanthus punctatus
Nematanthus punctatus là một loài thực vật có hoa trong họ Tai voi. Loài này được Chautems mô tả khoa học đầu tiên năm 2005.